# Карамирза (Бескарагайський район)
Карамирза́ (каз. Қарамырза) — село у складі Бескарагайського району Абайської області Казахстану. Входить до складу Канонерського сільського округу.
Населення — 315 осіб (2021; 362 у 2009, 506 у 1999, 477 у 1989).
Національний склад станом на 1989 рік:
- казахи — 40 %
- росіяни — 36 %